# Ле-Катле
Ле-Катле (фр. Le Catelet) — коммуна на севере Франции, регион О-де-Франс, департамент Эна, округ Сен-Кантен, кантон Боэн-ан-Вермандуа. Расположена в 18 км к северу от Сен-Кантена и в 6 км от автомагистрали А26 «Англия». Через коммуну протекает река Шельда (Эско).
Население (2018) — 189 человек.

## Население
| 1962 | 1968 | 1975 | 1982 | 1990 | 1999 | 2018 |
| ---- | ---- | ---- | ---- | ---- | ---- | ---- |
| 249  | 243  | 272  | 243  | 223  | 218  | 189  |

## Экономика
В 2010 году среди 119 человек трудоспособного возраста (15—64 лет) 85 были экономически активными, 34 — неактивными (показатель активности — 71,4 %, в 1999 году было 71,1 %). Из 85 активных жителей работали 75 человек (42 мужчины и 33 женщины), безработных было 10 (6 мужчин и 4 женщины). Среди 34 неактивных 9 человек были учениками или студентами, 9 — пенсионерами, 16 были неактивными по другим причинам.